# Feira de São Mateus (Viseu)
A Feira de São Mateus é uma feira franca anual que se realiza todos os anos na cidade de Viseu, Portugal. 
Tem como proprietários a Câmara Municipal de Viseu e desde 2016 a Viseu Marca, que é a responsável por gerir toda a organização do evento.

## História
A antiga Feira Franca de Viseu, atualmente conhecida como Feira de S. Mateus, foi criada pela Carta de Feira concedida pelo rei D. João I em 10 de janeiro de 1392. A nova feira franca anual tinha início no dia de Santa Cruz (3 de maio) e durava um mês.
Após anos de dificuldades, a feira anual de Viseu foi reanimada pelo Infante D. Henrique (1º Duque de Viseu), que obteve do seu irmão D. Pedro (como regente em nome de D. Afonso V) autorização para a realização de uma feira anual “na cerca da vala” (Cava de Viriato), a iniciar 8 dias antes do dia de Santa Iria e a terminar 8 depois (12 a 28 de outubro).
D. Afonso V confirmou, em 1449, a autorização ao infante D. Henrique, alterando o período de realização da feira anual para 15 dias, a começar no dia de Santa Iria (20 de outubro a 4 de novembro).
Em 1460, o Infante D. Henrique entregou os rendimentos da feira anual ao Cabido da Sé de Viseu.
Uma década depois, o Cabido solicitou a D. Afonso V a alteração da data da feira, que passou a realizar-se a partir do Dia de Todos os Santos (1 de novembro), já que em outubro os mercadores da região acorriam à feira de Medina del Campo e a população local estava ocupada nas vindimas.
Em 1501, após uma interrupção de 4 anos, a feira voltou a realizar-se, tendo D. Manuel I autorizado a sua transferência para o interior da cidade, a pedido do Cabido devido à insalubridade da Cava e às “desonestidades” que ali se praticavam.
Todavia, a documentação do século XVI regista novas dificuldades de manutenção da feira anual, que acabou por instalar-se no Rossio da Ribeira. Em data incerta, que alguns historiadores atribuem ao século XVI (1510?), a feira passou a realizar-se em setembro, por altura do dia de S. Mateus (21 de setembro), 15 dias antes e 15 dias depois.
Entretanto, o Senado Municipal assumiu a organização da feira, como atesta uma provisão régia de D. Maria I, datada de 1797. Nessa época, a feira anual de Viseu era já considerada uma das mais importantes do reino. Assim o confirmam, entre outros testemunhos, as Memórias Paroquiais de Viseu (1758) ou o relato de viajantes estrangeiros como Heinrich Linck que, após a sua visita a Viseu em 1798, afirmou que a cidade era “particularmente famosa pela única grande feira em Portugal, que aqui tem lugar anualmente”.
Entre os finais do século XIX e os inícios do século XX, a feira foi definhando, não só pela diminuição da sua utilidade como mercado, devido às profundas alterações nas dinâmicas da comercialização de bens a nível nacional, mas também por falta de um projeto local de revitalização.
Apesar de decrépita, após 1910, a feira ainda continuava a ser um período de convívio da comunidade local.
Todavia, para além de alguns memoráveis espetáculos circenses, do cinematógrafo, do aparecimento da primeira barraca de farturas, por volta de 1914, e da construção de um coreto, a feira desses tempos trouxe poucas novidades.
A partir de 1927 a câmara municipal com a aprovação de um projecto de modernização que lhe deu um cariz de feira-exposição e feira- festa ao qual esteve ligado o capitão Almeida Moreira.
Surgiu então o primeiro cartaz anunciador da feira (1928) e a primeira revista (1930). Foi também introduzido (em 1929) o primeiro dia com entrada paga, denominado Dia de Viriato, já que as verbas obtidas se destinavam inicialmente ao fututo Monumento a Viriato.
Nas décadas seguintes, o recinto da feira foi sendo requalificado, os pavilhões de exposições e outras estruturas foram surgindo, a iluminação artística tornou-se uma imagem de marca. A feira anual assumiu em definitivo o papel de festas da cidade e o feriado municipal passou a ser o dia de São Mateus.
Entre o 25 de Abril de 1974 e 1994, o recinto da feira estendeu-se às duas margens do Pavia e a programação desportiva e cultural ampliou-se substancialmente. Os espetáculos musicais assumiram cada vez maior importância no programa.
Em 1995 surge um novo modelo de gestão da feira com a constituição da Expovis - Promoção e Eventos Lda, com dois sócios fundadores – a Câmara Municipal de Viseu e a Associação Empresarial da Região de Viseu (AIRV) - entidade que passou a ser responsável pela organização da feira.
Em 2014, a Expovis entra em processo de extinção, sendo substituída em 2016 pela Viseu Marca, a nova entidade organizadora da Feira de S. Mateus. Entretanto, em 2015 dava-se início à revitalização da feira, com alterações ao nível da sua programação e promoção, bem como da disposição do recinto. Entre a aposta na conquista de novos públicos e a reconciliação com as tradições históricas da feira, em 2015 assistiu-se, por exemplo, ao regresso das sessões de cinema e do mítico “picadeiro”, a avenida que atravessa todo o recinto da feira desde a porta de Viriato até ao palco.

## Atualidade
Presentemente, a Feira de São Mateus, faz parte do grupo das grandes festas de Verão, ocupando uma área de 75 000 m² estando nela presentes centenas de expositores e feirantes representando todos os setores de atividade. É de destacar também o aspeto cultural da feira, com a apresentação ao vivo de vários grupos e artistas, entre vários outros espetáculos e animação, durante a sua duração.

### 2015
| Feira de São Mateus 2016 | Feira de São Mateus 2016 |
| Entrada                  | Entrada                  |
| Visitantes               | Visitantes               |
| ------------------------ | ------------------------ |
| Inauguração (2 dias)     | 53.000                   |
| TOTAL                    |                          |
| +950.000                 |                          |

A Feira de São Mateus em 2015 durou 37 dias (16 dos quais com entrada paga).
A edição de 2015 do certame teve um orçamento superior a 1 milhão de euros.
No dia 12 de agosto de 2015, Dia Internacional da Juventude, com entrada livre,  a Feira de São Mateus conseguiu o recorde de entradas ao entrarem no recinto mais de 52 mil pessoas para verem o concerto do cantor Agir.
Pelo palco passaram dezenas de artistas tais como: Kura, Pedro Abrunhosa, Tony Carreira (último ano a atuar na feira), Xutos & Pontapés, Daniela Mercury, Anselmo Ralph, D.A.M.A, entre outros.
A Feira de São Mateus registou em 2015 um total de 950 mil visitantes.

### 2016
| Feira de São Mateus 2016 | Feira de São Mateus 2016 |
| Entrada                  | Entrada                  |
| Visitantes               | Visitantes               |
| ------------------------ | ------------------------ |
| Inauguração (2 dias)     | 69.000                   |
| TOTAL                    |                          |
| +1.000.000               |                          |

A Feira de São Mateus em 2016 durou 38 dias (16 dos quais com entrada paga) onde deu palco a mais de 100 eventos, 32 concertos e 40 diversões, com a participação de 260 expositores.
Depois de em 2015 ter batido o recorde de entradas no recinto da feira, com 52 mil entradas, Agir voltou a fazê-lo em 2016, ao entrarem no recinto, no dia 13 de agosto, mais de 55 mil pessoas. O dia foi marcado pelo Dia Internacional da Juventude, sendo o concerto de Agir grátis neste dia.
A Feira de São Mateus registou em 2016 um total de 1 milhão de entradas, o maior número desde que existem contadores no recinto.

### 2017
| Feira de São Mateus 2017 | Feira de São Mateus 2017 |
| Visitantes               | Visitantes               |
| ------------------------ | ------------------------ |
| Inauguração (2 dias)     | 78.000                   |
| TOTAL                    |                          |
| +1.200.000               |                          |

A Feira de São Mateus em 2017, irá durar 38 dias. A abertura da feira teve como protagonistas membros da "Orquestra 625 - Bombos, Amuletos, Tachos e demais objetos da Feira", uma orquestra única, à medida da Feira de São Mateus. Nos primeiros dois dias do certame, feiraram quase mais 10 mil pessoas que em 2016. Ao todo, estes dias registaram um total superior a 78 mil pessoas. Nesta edição, foi especialmente criado um espaço promocional para a apresentação do Viseu Arena.

### 2018
| Feira de São Mateus 2018 | Feira de São Mateus 2018 |
| Visitantes               | Visitantes               |
| ------------------------ | ------------------------ |
| Inauguração (4 dias)     | 150.000                  |
| TOTAL                    |                          |
| +1.100.000               |                          |

A 626º edição da Feira de São Mateus teve inicio a 9 de agosto e terminou a 16 de setembro. No primeiro domingo franco passaram pela feira mais de 64 mil pessoas (o recorde até então). Apesar de tudo a Feira de São Mateus não conseguiu bater o recorde de entradas de 2017 ficando 50 mil pessoas abaixo da edição anterior.

### 2022
A Feira de São Mateus ultrapassou nos anos 2016 e 2017 a meta fantástica de 1 milhão de visitantes, e desta forma demonstrou que é uma montra de negócio para a região e para o nosso país. Em 2022, o número superou ainda mais o número de visitantes, tornando-se assim num evento de grande sucesso e com muita procura pelo público.